# Голдсмит, Генри
Генри Миллс Голдсмит (англ. Henry Mills Goldsmith; 22 июля 1885, Плимптон, Девон — 9 мая 1915, Фромель) — британский гребец, бронзовый призёр летних Олимпийских игр 1908 года.
На Играх 1908 года в Лондоне Голдсмит входил во второй экипаж восьмёрок Великобритании. Его команда сразу попала в полуфинал, где проиграла сборной Бельгии. Несмотря на это, она разделила третье место и получила бронзовые медали.